# 南京西路 (臺北市)

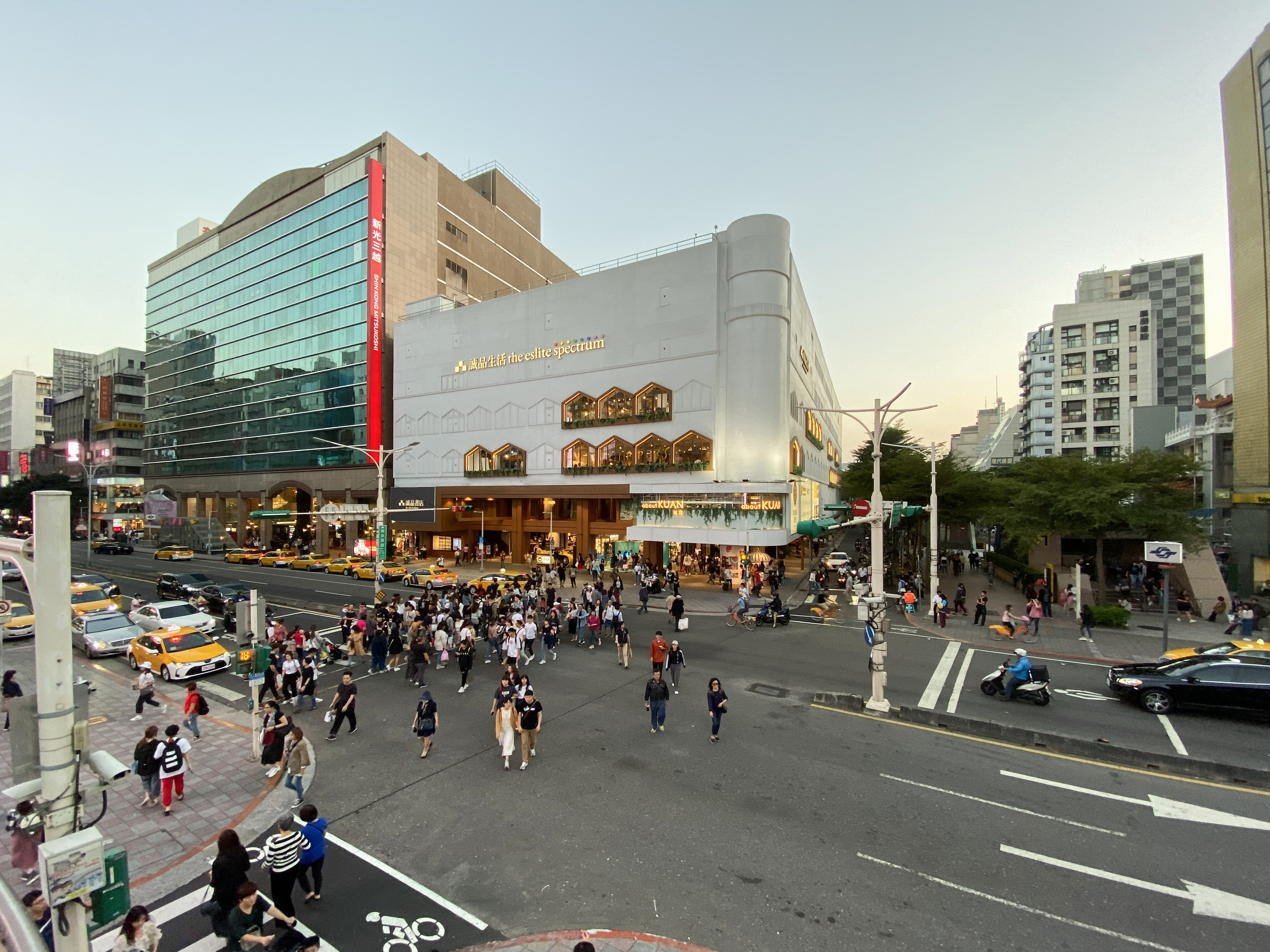
捷運中山站南西商圈

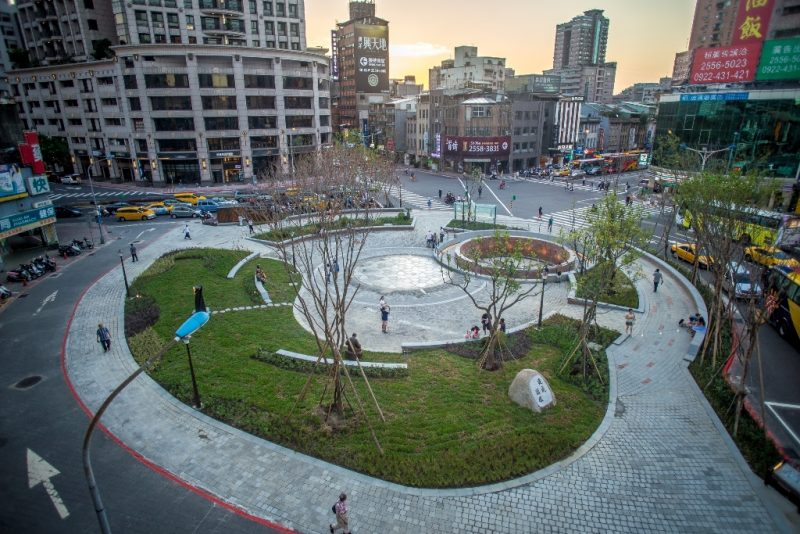
建成圓環

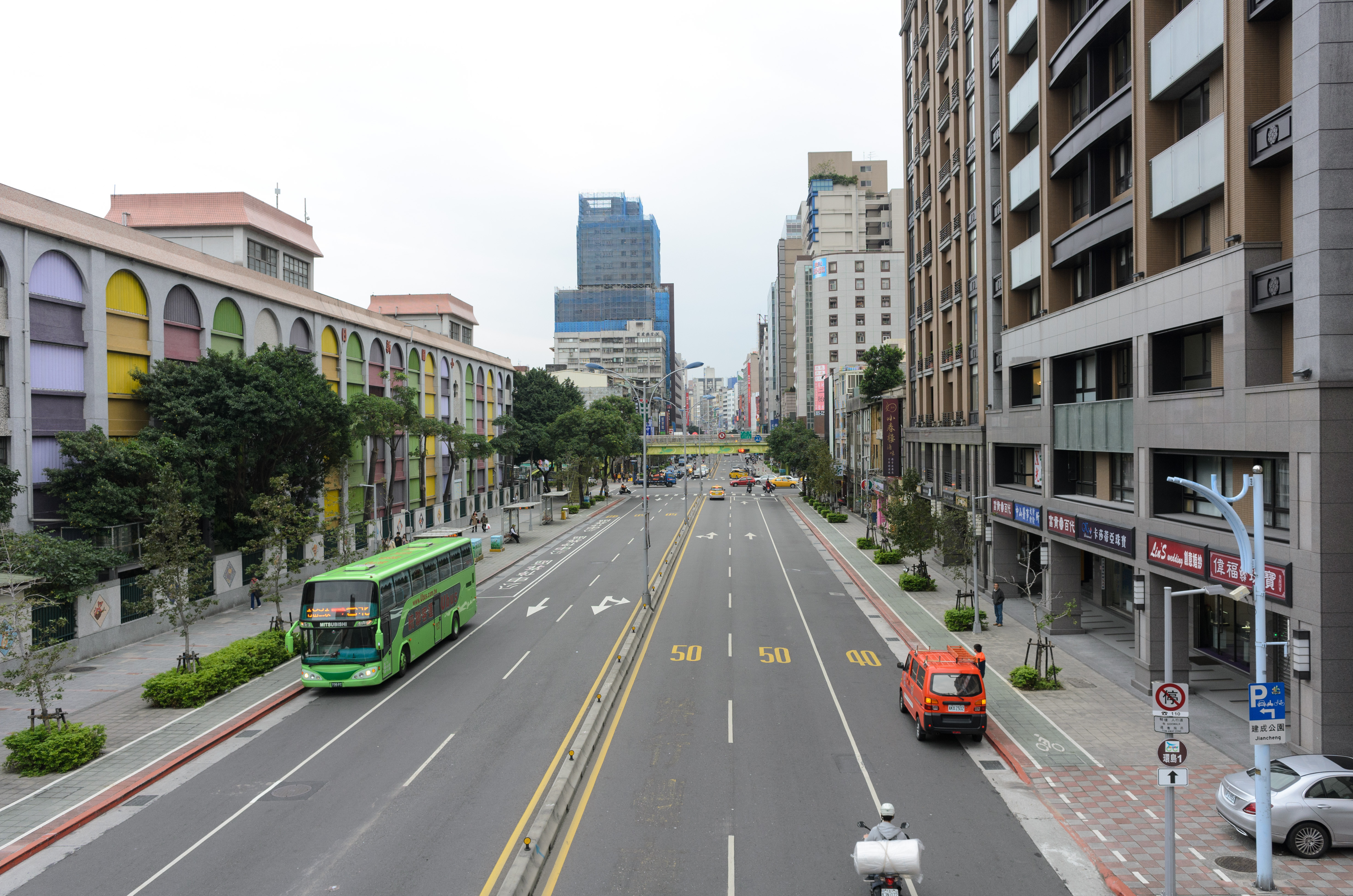
南京西路與太原路路口

南京西路為臺北市的重要幹道，位於捷運中山站南西商圈，臺北捷運松山新店線（松江南京站－中山站段）於此設置捷運中山站。

## 歷史概述
南京西路由淡水河往東至建成圓環原稱六館街、新興街、得勝街，六館街得名於附近板橋林家的六間洋樓。南京西路在日治時代稱為紅葉橋通，得名於紅葉橋（原址在今臺北市政府警察局中山分局南邊）。

## 沿線設施
- 捷運中山站南西商圈
- 新光三越百貨南西店一館
- 誠品生活南西店
- 新光三越南西店三館
- 台北市公共自行車租賃系統捷運中山站
- 二二八事件引爆地紀念碑
- 六館街尾洋式店屋

## 行經行政區域
- 中山區
- 大同區

## 外部連結
- 维基共享资源上的相關多媒體資源：南京西路